# Südafrikanische Frauen-Cricket-Nationalmannschaft in Indien in der Saison 2014/15
Die Tour der südafrikanischen Cricket-Nationalmannschaft nach Indien in der Saison 2014/15 fand vom 16. bis zum 30. November 2014 statt. Die internationale Cricket-Tour war Bestandteil der Internationalen Cricket-Saison 2014/15 und umfasste einen WTest, drei WODIs und ein WTwenty20. Indien gewann die WTest- und die WTwenty20-Serie 1–0 und Südafrika die WODI-Serie 2–1.

## Vorgeschichte
Südafrika bestritt zuvor eine Tour in Sri Lanka, für Indien war es die erste Tour der Saison. Das letzte Aufeinandertreffen der beiden Mannschaften bei einer Tour fand in der Saison 2001/02 in Südafrika statt.

## Stadien
Die folgenden Stadien wurden für die Tour als Austragungsort vorgesehen.
| Stadion                                     | Stadt     | Kapazität | Spiele                |
| ------------------------------------------- | --------- | --------- | --------------------- |
| M. Chinnaswamy Stadium                      | Bengaluru | 42.000    | 1. – 3. WODI; 1. WT20 |
| Srikantadatta Narasimha Raja Wadeyar Ground | Mysuru    | 15.000    | 1.WTest               |

## Kaderlisten
| WTest | WTest | WODI | WODI | WTwenty20 | WTwenty20 |
| Indien | Südafrika | Indien | Südafrika | Indien | Südafrika |
| --- | --- | --- | --- | --- | --- |
| - Mithali Raj (K) - Ekta Bisht - Rajeshwari Gayakwad - Jhulan Goswami - Thirush Kamini - Harmanpreet Kaur - Smriti Mandhana - Niranjana Nagarajan - Shikha Pandey - Poonam Yadav - Swagatika Rath - Poonam Raut - Shubhlakshmi Sharma - Vellaswamy Vanitha - Sushma Verma (wk) | - Mignon du Preez (K) - Trisha Chetty (VK) - Savanna Cordes - Moseline Daniels - Yolani Fourie - Shabnim Ismail - Marizanne Kapp - Ayabonga Khaka - Lizelle Lee - Marcia Letsoalo - Nadine Moodley - Nonkhululeko Thabethe - Chloe Tryon - Dane van Niekerk | - Mithali Raj (K) - Ekta Bisht - Rajeshwari Gayakwad - Jhulan Goswami - Thirush Kamini - Harmanpreet Kaur - Smriti Mandhana - Poonam Yadav - Sneh Rana - Swagatika Rath - Poonam Raut - Deepti Sharma - Shubhlakshmi Sharma - Vellaswamy Vanitha - Sushma Verma (wk) | - Mignon du Preez (K) - Trisha Chetty (VK) - Savanna Cordes - Moseline Daniels - Yolani Fourie - Shabnim Ismail - Marizanne Kapp - Ayabonga Khaka - Lizelle Lee - Marcia Letsoalo - Nadine Moodley - Nonkhululeko Thabethe - Chloe Tryon - Dane van Niekerk | - Mithali Raj (K) - Ekta Bisht - Rajeshwari Gayakwad - Jhulan Goswami - Harmanpreet Kaur - Smriti Mandhana - Shikha Pandey - Poonam Yadav - Sneh Rana - Poonam Raut - Paramita Roy - Shubhlakshmi Sharma - Devika Vaidya - Vellaswamy Vanitha - Sushma Verma (wk) | - Mignon du Preez (K) - Trisha Chetty (VK) - Savanna Cordes - Moseline Daniels - Yolani Fourie - Shabnim Ismail - Marizanne Kapp - Ayabonga Khaka - Lizelle Lee - Marcia Letsoalo - Nadine Moodley - Nonkhululeko Thabethe - Chloe Tryon - Dane van Niekerk |

## Tour Matches
| 16. – 19. November Scorecard | Mysore | India A        | – | Südafrika |
|                              |        | Spiel abgesagt |   |           |

Spiel abgesagt da Südafrika verspätet anreiste.
| 22. November Scorecard | Bengaluru | Südafrika 300-7 (50)              | – | India A 180-3 (50) |
|                        |           | Südafrika gewinnt mit 120 Wickets |   |                    |

## Women’s Test in Mysore
| 16. – 19. November Scorecard | Mysore | Indien 400-6d (148.4)                        | – | Südafrika 234 (110) & 132 (78.2) |
|                              |        | Indien gewinnt mit einem Innings und 34 Runs |   |                                  |

Indien gewann den Münzwurf und entschied sich als Schlagmannschaft zu beginnen. Für sie bildete Eröffnungs-Batterin Thirush Kamini zusammen mit der dritten Schlagfrau Punam Raut eine Partnerschaft, die den Tag beim Stand von 211/1 beendete. Am zweiten Spieltag schied Raut nach einem Century über 130 Runs aus 355 Bällen aus, woraufhin Mithali Raj 37 und Harmanpreet Kaur 17 Runs erreichten. Kamini verlor ihr Wicket nach einem Century über 192 Runs aus 430 Bällen, woraufhin kurz darauf Indien das Innings nach 400 Runs deklarierte. Beste südafrikanische Bowlerin war Sunette Loubser mit 3 Wickets für 90 Runs. Für Südafrika begannen Nadine Moodley und Dane van Niekerk. Van Niekerk schied nach 15 Runs aus und als Mignon du Preez aufs Feld kam, verlor auch Moodley ihr Wicket nach 40 Runs. Daraufhin endete der Tag beim Stand von 85/3. Am dritten Spieltag folgte Trisha Chetty an der Seite von du Preez. Du Preez gelang ein Century über 102 Runs aus 253 Bällen, bevor auch Chetty nach einem Fifty über 56 Runs ausschied. Das erste Innings endete daraufhin mit einem Rückstand von 166 Runs, woraufhin Indien da Follow-on einforderte. Beste indische Bowlerinnen waren Harmanpreet Kaur mit 5 Wickets für 44 Runs und Rejeshwari Gayakwad mit 4 Wickets für 54 Runs. Südafrika verlor in seinem zweiten Wickets früh die Eröffnungs-Batter, bevor Marizanne Kapp und Mignon du Preez eine Partnerschaft formten. Du Preez erreichte 17 und Kapp 19 Runs. Daraufhin formten Trisha Chetty und Chloe Tyron eine weitere Partnerschaft, die den Tag beim Stand von 86/6 beendete. Am vierten Tag verlor Chetty ihr Wicket nach 35 Runs, und Tyron beendete das Innings mit ungeschlagenen 30* Runs, womit sie das indische Team jedoch nicht mehr an den Schlag bringen konnten. Beste indische Bowlrin war Harmanpreet Kaur mit 4 Wickets für 41 Runs.

## Women’s One-Day Internationals

### Erstes WODI in Bengaluru
| 24. November Scorecard | Bengaluru | Indien 114 (38.5)               | – | Südafrika 118-8 (41.1) |
|                        |           | Südafrika gewinnt mit 2 Wickets |   |                        |

Indien gewann den Münzwurf und entschied sich als Schlagmannschaft zu beginnen. Für sie begannen die Eröffnungs-Batterinnen Vellaswamy Vanitha und Smriti Mandhana. Beiden gelangen jeweils 11 Runs, woraufhin Harmanpreet Kaur und Jhulan Goswami eine weitere Partnerschaft formten. Kaur schied nach 31 Runs aus und wurde gefolgt durch Poonam Yadav. Goswami verlor ihr Wicket nach 33 Runs, während Yadav 13* Runs erreichen konnte bis das letzte Wicket des Innings fiel. Damit setzte Indien dem südafrikanischen Team eine Vorgabe von 115 Runs. Beste südafrikanische Bowler waren Dane van Niekerk mit 4 Wickets für 9 Runs und Marizanne Kapp mit 4 Wickets für 21 Runs. Für Südafrika bildete die Eröffnungs-Batterin Trisha Chetty zusammen mit der vierten Schlagfrau Mignon du Preez eine Partnerschaft. Du Preez erreichte 11 Runs und Chetty schied kurz darauf nach 15 Runs aus. Daraufhin formten Dane van Niekerk und Chloe Tryon eine weitere Partnerschaft. Van Niekerk verlor ihr Wicket nach 14 Runs, woraufhin Yolani Fourie aufs Feld kam. Tryon erreichte ein Fifty über 50 Runs, bevor Fourie die Vorgabe im 42. Over einholen konnte. Beste indische Bowlerin war Jhulan Goswami mit 3 Wickets für 22 Runs.

### Zweites WODI in Bengaluru
| 26. November Scorecard | Bengaluru | Südafrika 186-8 (50)         | – | Indien 187-4 (44.4) |
|                        |           | Indien gewinnt mit 6 Wickets |   |                     |

Indien gewann den Münzwurf und entschied sich als Feldmannschaft zu beginnen. Für Südafrika bildeten die Eröffnungs-Batterinnen Lizelle Lee und Trisha Chetty eine Partnerschaft. Chetty erreichte 16 Runs und Lee 21 Runs. Daraufhin formten Mignon du Preez und Dane van Niekerk eine weitere Partnerschaft. Du Preez schied nach 36 Runs aus und wurde durch Chloe Tryon ersetzt. Van Niekerk gelangen 28 Runs und nachdem Yolani Fourie 10 Runs erreichte, beendete Tryon das Innings ungeschlagen nach 49* Runs. Damit erhöhte sie die Vorgabe auf 187 Runs. Beste indische Bolwerinnen waren Shikha Pandey mit 3 Wickets für 19 Runs und Ekta Bisht mit 3 Wickets für 28 Runs. Für Indien begannen Punam Raut und Smriti Mandhana. Mandhana erreichte 16 Runs und wurde gefolgt durch Shikha Pandey. Kurz darauf schied auch Raut nach 47 Runs aus, woraufhin Harmanpreet Kaur aufs Feld kam. Pandey verlor ihr Wicket nach einem Fifty über 59 Runs und Kaur holte zusammen mit Vellaswamy Vanitha die Vorgabe ein. Kaur erzielte dabei 42* Runs und Vanitha 11* Runs. Insgesamt vier Bowlerinnen Südafrikas gelangen jeweils ein Wicket: Sunette Loubser, Lizelle Lee, Dane van Niekerk und Marizanne Kapp.

### Drittes WODI in Bengaluru
| 28. November Scorecard | Bengaluru | Indien 180 (47.3)               | – | Südafrika 184-6 (48) |
|                        |           | Südafrika gewinnt mit 4 Wickets |   |                      |

Südafrika gewann den Münzwurf und entschied sich als Feldmannschaft zu beginnen. Für Indien bildete Eröffnungs-Batterin Punam Raut zusammen mit der vierten Schlagfrau Shikha Pandey eine Partnerschaft. Raut gelangen 16 Runs, woraufhin Mithali Raj 23 Runs erzielte und kurz darauf auch Pandey nach einem Fifty über 59 Runs ausschied. Daraufhin formte Harmanpreet Kaur zusammen mit Vellaswamy Vanitha eine Partnerschaft. Vanitha erreichte 13 Runs und wurde durch Jhulan Goswami ersetzt. Kaur verlor ihr Wicket nach 42 Runs und Goswami nach 12 Runs, bevor das letzte Wicket im 48. ver fiel und die Vorgabe für Südafrika bei 181 Runs stand. Beste südafrikanische Bowlerinnen waren Sunette Loubser mit 3 Wickets für 28 Runs und Marcia Letsoalo mit 3 Wickets für 46 Runs. Südafrika verlor früh zwei Wickets, bevor Nadine Moodley und Mignon du Preez eine Partnerschaft formten. Moodley erreichte ein Fifty über 54 Runs und du Preez stieg kurz darauf nach 46 Runs aus. In der Folge bildeten Marizanne Kapp und Dane van Niekerk eine weitere Partnerschaft. Kapp gelangen 14 Runs, bevor van Niekerk zusammen mit Sunette Loubser die Vorgabe im 48. Over einholten. Loubser erreichte dabei 23* Runs und Van Niekerk 20*. Beste indische Bowlerinnen waren Jhulan Goswami mit 2 Wickets für 27 Runs und Deepti Sharma mit 2 Wickets für 35 Runs.

## Women’s Twenty20 International in Bengaluru
| 30. November Scorecard | Bengaluru | Indien 146-5 (20)          | – | Südafrika 130-9 (20) |
|                        |           | Indien gewinnt mit 16 Runs |   |                      |

Südafrika gewann den Münzwurf und entschied sich als Feldmannschaft zu beginnen. Für Indien formte Eröffnungs-Batterin Mithali Raj mit der dritten Schlagfrau Smriti Mandhana eine Partnerschaft. Raj erreichte 40 Runs und die hineinkommende Shikha Pandey konnte 23 Runs erzielen. Mandhana schied nach einem Fifty über 52 Runs aus, woraufhin die Vorgabe für Südafrika auf 147 Runs erhöht wurde. Die beste südafrikanische Bowlerin war Sunette Loubser mit 2 Wickets für 29 Runs. Für Südafrika eröffneten Dane van Niekerk und Trisha Chetty. Chetty erreichte 12 Runs und die ihr folgende lizelle Lee 19 Runs. Nachdem Marizanne Kapp ins Spiel gekommen war, verlor van Niekerk ihr Wicket nach 46 Runs. Kapp erreichte 33 Runs, was nicht ausreichte um die Vorgabe einzuholen. Beste indische Bowlerin war Poonam Yadav mit 3 Wickets für 18 Runs.